# Valença (Portogallo)
Valença (vɐ'lẽsɐ) è un comune portoghese di 14 187 abitanti situato nel distretto di Viana do Castelo.
È situata lungo il Cammino Portoghese, percorso che da Lisbona porta a Santiago di Compostela ed è l'ultima cittadina in territorio portoghese, prima del confine con la Spagna.

## Monumenti e luoghi di interesse

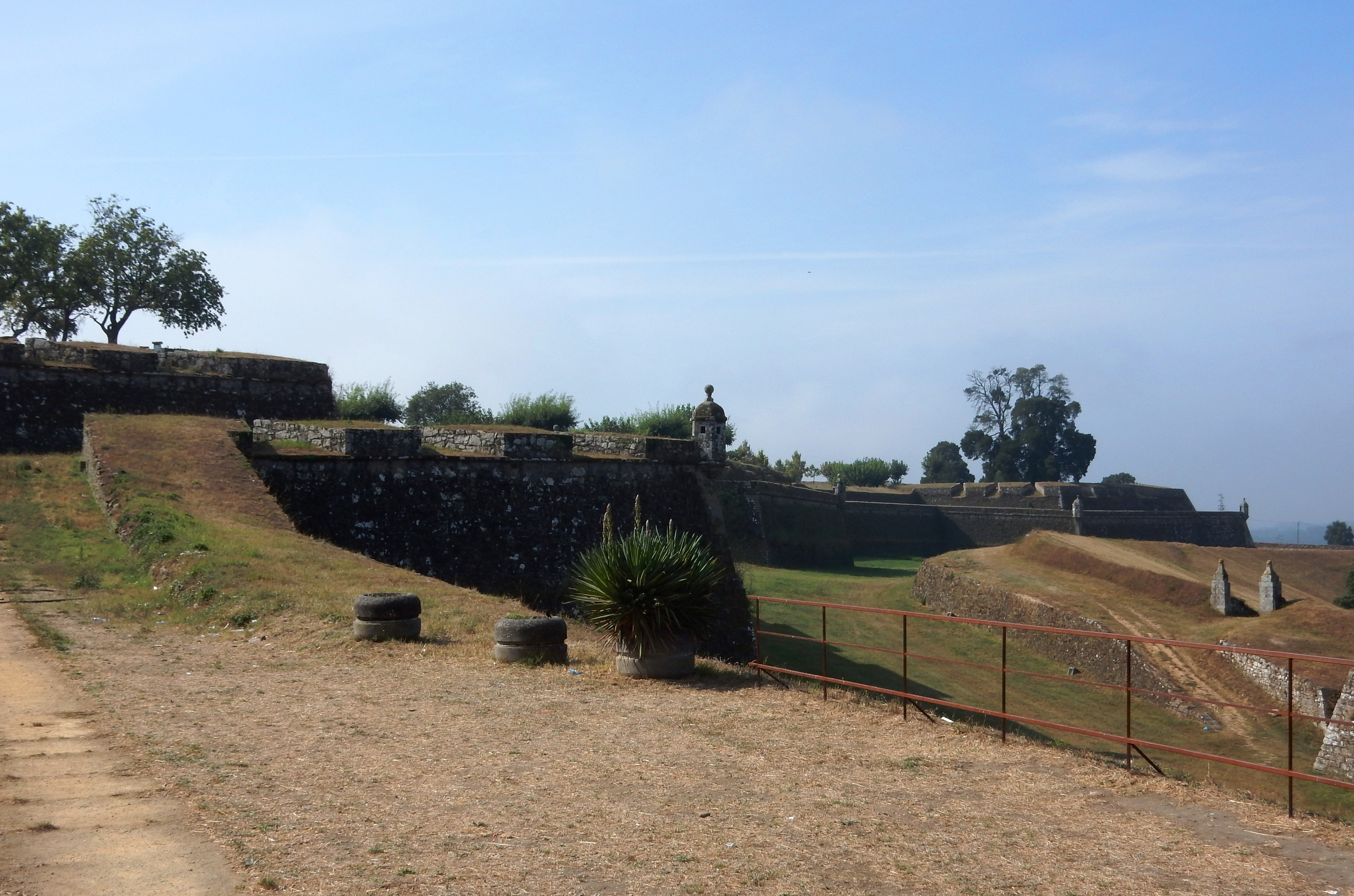
Veduta cittadella fortificata

- Cittadella fortificata, con bastioni settecenteschi
- Portas do Sol, ingresso alla cittadella
- Iglesia Matriz de Santa Maria dos Anjos, del XIII secolo
- Valença International railway

## Società

### Evoluzione demografica
| Popolazione di Valença (1801 – 2004) | Popolazione di Valença (1801 – 2004) | Popolazione di Valença (1801 – 2004) | Popolazione di Valença (1801 – 2004) | Popolazione di Valença (1801 – 2004) | Popolazione di Valença (1801 – 2004) | Popolazione di Valença (1801 – 2004) | Popolazione di Valença (1801 – 2004) | Popolazione di Valença (1801 – 2004) |
| ------------------------------------ | ------------------------------------ | ------------------------------------ | ------------------------------------ | ------------------------------------ | ------------------------------------ | ------------------------------------ | ------------------------------------ | ------------------------------------ |
| 1801                                 | 1849                                 | 1900                                 | 1930                                 | 1960                                 | 1981                                 | 1991                                 | 2001                                 | 2004                                 |
| 9242                                 | 13984                                | 15265                                | 16034                                | 16237                                | 13948                                | 14815                                | 14187                                | 14284                                |

## Suddivisioni amministrative
Dal 2013 il concelho (o município, nel senso di circoscrizione territoriale-amministrativa) di Valença è suddiviso in 11 freguesias principali (letteralmente, parrocchie).

### Freguesias
1. Valença: Valença, Cristelo Covo, Arão
2. Gondomil: Gondomil, Sanfins
3. Gandra: Gandra, Taião
4. São Julião: São Julião, Silva
5. Boivão
6. Cerdal
7. Fontoura
8. Friestas
9. Ganfei
10. São Pedro da Torre
11. Verdoejo